# Rick Hurst
Richard Douglas „Rick“ Hurst (* 1. Januar 1946 in Houston, Texas; † 26. Juni 2025 in Los Angeles, Kalifornien) war ein US-amerikanischer Schauspieler mit einer 44 Jahre umfassenden Karriere vor der Kamera.

## Leben
Hurst wurde in Houston geboren und besuchte die Tulane University, die er 1968 mit dem Bachelor of Arts (B.A.) in Psychologie und Theaterwissenschaften abschloss. Im Anschluss studierte er Schauspiel an der Temple University, die er 1970 mit einem Master of Fine Arts (M.F.A.) beendete. Außerdem besuchte er die Circle in the Square Theatre School am Broadway in New York City.
Von August 1969 bis zum 28. September 1979 war Hurst mit Candace Kaniecki verheiratet; aus dieser Beziehung stammt der gemeinsame Sohn Ryan Hurst. Vom 19. Dezember 1981 bis August 1991 war er in zweiter Ehe mit Katherine Shelley Weir verheiratet; aus der Beziehung ging sein zweiter Sohn Collin Hurst hervor. Beide Ehen wurden geschieden.
Hurst starb im Alter von 79 Jahren.

## Karriere
Hurst begann seine Karriere auf der Bühne. Erste Auftritte vor der Kamera hatte er 1972 in der Fernsehserie Sanford and Son sowie in den Filmen Rollerfieber und To Hell You Preach (unter seinem Geburtsnamen Richard Hurst).
Er trat in den 1970er bis 1990er Jahren in zahlreichen Fernsehserien und Filmen auf, darunter 1973 in Unternehmen Staatsgewalt, 1978 in Die Katze aus dem Weltraum, 1988 in Zebo, der Dritte aus der Sternenmitte, 1989 in Karate Kid III – Die letzte Entscheidung als Ansager, 1989 in Magnolien aus Stahl, 1993 an der Seite von Clint Eastwood in In the Line of Fire – Die zweite Chance, 1997 in Deadly Speed – Todesrennen auf dem Highway und 1999 in Überall, nur nicht hier.
Von 1980 bis 1983 verkörperte er Hilfssheriff Cletus Hogg in der Fernsehserie Ein Duke kommt selten allein sowie in den auf der Serie basierenden Fernsehfilmen Familientreffen der Chaoten im Jahr 1997 und Ein Duke kommt selten allein – Hillbillies in Hollywood im Jahr 2000. Durch seine Rolle in Ein Duke kommt selten allein besuchte er regelmäßig Fan-Veranstaltungen (engl. Conventions) in Cooters bei Nashville sowie in Gatlinburg im US-Bundesstaat Tennessee. Er trat auch auf der „World Of Wheels“ in Birmingham, Alabama, auf.
Eine weitere Hauptrolle hatte er in der kurzlebigen Fernsehserie Amanda’s mit Bea Arthur, in der er die Rolle des Kochs Earl spielte. Hurst hatte zwischen 1975 und 1982 auch regelmäßig Auftritte in US-Spielshows wie The $10,000 Pyramid und The $25,000 Pyramid sowie in Fernseh-Werbespots. Zuletzt war er 2003 in der Fernsehserie The Guardian – Retter mit Herz und 2016 in dem Kurzfilm B My Guest zu sehen.
Im deutschen Sprachraum wurde Rick Hurst unter anderem von Heinz Theo Branding, Rainer Büttner, Hans-Werner Bussinger, Tom Deininger, Harald Dietl, Manfred Erdmann, Klaus Jepsen, Christian Rode, Michael Rüth und Frank-Otto Schenk synchronisiert.

## Filmografie (Auswahl)

### Filme
- 1972: Rollerfieber (Unholy Rollers)
- 1972: To Hell You Preach (als Richard Hurst)
- 1973: Unternehmen Staatsgewalt
- 1974: Get Christie Love! (Fernsehfilm)
- 1974: It’s Good to Be Alive (Fernsehfilm)
- 1974: Petrocelli – Nächtliche Spiele (Fernsehfilm; Night Games)
- 1975: Ein Supertyp haut auf die Pauke (W.W. and the Dixie Dancekings)
- 1975: Keep Off My Grass!
- 1976: Tunnel Vision
- 1977: The Legend of Frank Woods
- 1978: Die Katze aus dem Weltraum
- 1978: Big Bob Johnson and His Fantastic Speed Circus (Fernsehfilm)
- 1979: Amateur Night at the Dixie Bar and Grill (Fernsehfilm)
- 1979: Madam Sheriff (Fernsehfilm)
- 1980: Valentine Magic on Love Island (Fernsehfilm)
- 1981: Affen, Gangster und Millionen (Going Ape!)
- 1986: Blue City
- 1986: Schakale der Nacht (Jackals)
- 1988: Zebo, der Dritte aus der Sternenmitte (Earth Girls Are Easy)
- 1989: Karate Kid III – Die letzte Entscheidung
- 1989: Mothers, Daughters and Lovers (Fernsehfilm)
- 1989: Drei Betten für einen Junggesellen (Worth Winning)
- 1989: Magnolien aus Stahl
- 1993: In the Line of Fire – Die zweite Chance
- 1996: Pistol Pete (Fernsehfilm)
- 1997: Deadly Speed – Todesrennen auf dem Highway (Fernsehfilm)
- 1997: Familientreffen der Chaoten (Fernsehfilm; The Dukes of Hazzard: Reunion!)
- 1999: Suckers (Sucker$)
- 1999: Überall, nur nicht hier
- 2000: Ein Duke kommt selten allein – Hillbillies in Hollywood (Fernsehfilm; The Dukes of Hazzard: Hazzard in Hollywood)
- 2001: Venomous
- 2012: Return of the Killer Shrews
- 2016: B My Guest (Kurzfilm)

### Fernsehserien
- 1972: Sanford and Son
- 1972: Die Partridge Familie
- 1972: Temperatures Rising
- 1971–1972: Doris Day in… (The Doris Day Show)
- 1973: The Bob Newhart Show
- 1973: Wo die Liebe hinfällt (Love, American Style)
- 1973: Kung Fu
- 1973: Rauchende Colts
- 1973: Kojak – Einsatz in Manhattan
- 1973: Meiner Frau bleibt nichts verborgen (The Girl With Something Extra)
- 1974: Happy Days
- 1974: Chopper 1 – bitte melden (Chopper One)
- 1974: Unsere kleine Farm
- 1974: Papermoon
- 1974: Der Sechs-Millionen-Dollar-Mann
- 1975: Bumpers Revier (The Blue Knight)
- 1975–1976: On the Rocks
- 1977: M*A*S*H
- 1977: Baretta
- 1979: Verdammt in alle Ewigkeit (Miniserie)
- 1979: Angst im Superexpress (Supertrain)
- 1979: CHiPs
- 1979–1982: Ein Duke kommt selten allein
- 1983: Amanda’s
- 1985: Wildside
- 1985: Ein Engel auf Erden
- 1986: Das durchgeknallte Polizei Revier (The Last Precinct)
- 1986: Der Mann vom anderen Stern
- 1987: SideKicks – Karate Kid & Co (Sidekicks)
- 1989: Mord ist ihr Hobby
- 1989: 227
- 1990: Ein Grieche erobert Chicago
- 1990: Wunderbare Jahre
- 1990: Ruhe sanft mit Ernie Lapidus (Good Grief)
- 1990: Daddy schafft uns alle
- 1993: Alle unter einem Dach
- 1993: Melrose Place
- 1995: Nachtschicht mit John
- 1995: Der Klient (The Client)
- 1997: The Jeff Foxworthy Show
- 2003: The Guardian – Retter mit Herz